# スパルタク・スタジアム (マヒリョウ)
スパルタク・スタジアム（ベラルーシ語: Стадыён «Спартак»、ロシア語: Стадио́н «Спарта́к»）とは、ベラルーシのマヒリョウ（モギリョフ）にあるサッカーの競技場である。収容人数は7,350人。
サッカークラブのFCドニエプル・マヒリョウのホームスタジアムとして使用されている。また、ベラルーシのサッカーベラルーシ女子代表のホームゲームの開催地にもなっている。

## 沿革
1956年に競技場は開場し、以来ドニエプル・マヒリョウによって使用されている。1983年、1995年-1997年、1999年-2000年、2007年-2008年に競技場で様々な改修工事が行われた。
ドニエプル・マヒリョウがUEFAチャンピオンズリーグに出場した際に、この競技場で試合が行われた。